# Партія маорі
Партія маорі (маор. Te Pāti Māori, англ. Māori Party) — лівоцентристська політична партія Нової Зеландії, яка відстоює інтереси маорі.

## Історія
Партія маорі утворена 7 липня 2004 році колишнім членом Лейбористської партії Таріаною Туріа, яка виступала проти законопроєкту про передачу прибережних територій у власність держави, в чому вона вбачала порушення прав корінного населення.  

## Участь у виборах
На парламетських виборах 2008 року завоювала 5 місць в Палаті представників, та ще 4 місця з 7, які за квотою надаються маорі згідно Конституційному акту 1852 року. Після виборів 2008 року творила коаліцію з Національною партією.

### Результати виборів до парламенту
| Вибори | Кількість висунутих кандидатів | Кількість місць у Палаті представників | Кількість голосів виборців | % голосів виборців | Уряд / опозиція                                                                      |
| ------ | ------------------------------ | -------------------------------------- | -------------------------- | ------------------ | ------------------------------------------------------------------------------------ |
| 2005   | 51                             | 4 / 121                                | 48,263                     | 2.12%              | Опозиція                                                                             |
| 2008   | 19                             | 5 / 122                                | 55,980                     | 2.39%              | Урядова більшість, партія взяла участь у формуванні урядів Білла Інґліша та Джона Кі |
| 2011   | 17                             | 3 / 121                                | 31,982                     | 1.43%              | Урядова більшість, партія взяла участь у формуванні урядів Білла Інґліша та Джона Кі |
| 2014   | 24                             | 2 / 121                                | 31,850                     | 1.32%              | Урядова більшість, партія взяла участь у формуванні урядів Білла Інґліша та Джона Кі |
| 2017   | 17                             | 0 / 120                                | 30,580                     | 1.2%               | —                                                                                    |
| 2020   | 21                             | 2 / 120                                | 33,632                     | 1.17%              | Опозиція                                                                             |
| 2023   | 15                             | 6 / 120                                | 87,937                     | 3.08%              | Опозиція                                                                             |

## Президенти партії
- Ватаранґі Вініата (2004–2009)
- Пем Берд[en] (2010-2013)[2][3][4]
- Наіда Ґлавіш[en] (2013–2016)
- Туку Морґан[en] (2016–2017)
- Че Вілсон (з 2018)